# Kanton Pleine-Fougères
Kanton Pleine-Fougères (francouzsky Canton de Pleine-Fougères) je francouzský kanton v departementu Ille-et-Vilaine v regionu Bretaň. Tvoří ho 11 obcí.

## Obce kantonu
- La Boussac
- Broualan
- Pleine-Fougères
- Roz-sur-Couesnon
- Sains
- Saint-Broladre
- Saint-Georges-de-Gréhaigne
- Saint-Marcan
- Sougéal
- Trans-la-Forêt
- Vieux-Viel